# Charuma Village
Charuma Village es una villa de Trinidad y Tobago, que forma parte de la región de Mayaro-Rio Claro.

## Geografía
La villa abarca parte de la isla Trinidad y limita al norte con Biche, al sur con Cushe-Navet y Ecclesville, al este con Union Village y al oeste con Cushe-Navet.

## Demografía
Datos demográficos de la villa de Charuma Village:
| Gráfica de evolución demográfica de Charuma Village entre 2000 y 2011 |
|                                                                       |